# ولسوالی هزارسموچ
هزارسموچ یکی از ولسوالی‌های ولایت تخار در شمال خاوری افغانستان با جمعیتی نزدیک به ۱۹،۰۰۰ نفر است. این ولسوالی از ولسوالی تالقان جدا شد. اکثر مردم این منطقه کشاورز هستند. در اواخر سال ۲۰۱۸، هزار سموچ از کنترل طالبان خارج و تحت کنترل دولت مرکزی افغانستان قرار داشت.

## موقعیت جفرافیایی
هزارسموچ ۳۰۹ کیلومتر مربع مساحت دارد که نسبتاً معادل مساحت توباگو است. یک جاده فرعی وجود دارد که ولسوالی را با ولسوالی خواجه غار و جاده‌های کوچکتر هزار سموچ را به ولسوالی رستاق و تالقان مرکز این ولایت وصل می‌کند. ۲۸ روستا در هزارسموچ واقع شده است.
هزارسموچ از شمال با ولسوالی دشت قلعه، از شمال شرقی با ولسوالی رستاق، از جنوب با ولسوالی تالقان و از غرب با ولسوالی بهارک و ولسوالی خواجه غار همسایه است. رود کوکچه مرز شمال شرقی هزار سموچ را تشکیل می‌دهد.

## جمعیت‌شناسی
نسبت جنسی جمعیت به ازای هر مرد یک زن است. میانگین سنی۱۷.۴ سال و ۴۳.۳ درصد از جمعیت شاغل هستند. ۱۴ درصد از بیکاران جویای کار هستند. هزارسموچ حدود ۲۵۰۴ خانوار با میانگین جمعیت ۶.۱ نفر است.

## اقتصاد
حدود دو سوم نیروی کار در کشاورزی یا دامداری کار می‌کنند. چشمه‌های برای حل مشکل آب وجود دارد اما بذر، ماشین آلات بهبودیافته، مراقبت از حیوانات و بازاری برای فروش کالا از کمبودهای این ولسوالی است. صنایع دستی نیز تولید می‌شود، اما به صورت سیستماتیک تولید نمی‌شود.

## آموزش و پرورش و بهداشت و درمان
هزار سموچ دارای نرخ باسوادی ۲۰ درصد برای افراد ۱۹ تا ۲۴ ساله است که یکی از بدترین‌ها در منطقه است. تنها ولسوالی دیگر در این ولایت که از میزان سواد بدتری برخوردار است ولسوالی نمک آب است. حدود ۱۵ مدرسه در این ولسوالی وجود دارد، اما فاقد ساختمان، لوازم، معلمان و بودجه هستند.
هزار سموچ یک مرکز بهداشتی دارد که در امتداد رودخانه کوکچه قرار دارد که تنها چند پزشک دارد. 